# El Manol
El Manol – miejscowość w Hiszpanii, w Katalonii, w prowincji Girona, w comarce Alt Empordà, w gminie Lladó.
Według danych INE z 2005 roku miejscowość zamieszkiwało 27 osób.